# L'isola della gloria
L'isola della gloria (Wake Island) è un film del 1942 diretto da John Farrow.
Racconta la battaglia dell'Isola di Wake svoltasi durante la seconda guerra mondiale, in cui i giapponesi ebbero la meglio sul presidio dei Marines stanziato sull'isola. La pellicola mostra le truppe americane combattere fino all'ultimo uomo e perdere il comandante a causa delle ferite subite in azione, mentre in realtà essi si arresero dopo aver respinto un primo attacco nipponico; anche il comandante Winfield Cunningham sopravvisse alla guerra.

## Riconoscimenti
- Premio Oscar 1943:
  - Candidatura Miglior film
  - Candidatura Migliore regia a John Farrow
  - Candidatura Miglior attore non protagonista a William Bendix
  - Candidatura miglior sceneggiatura originale
- Nel 1942 il National Board of Review of Motion Pictures l'ha inserito nella lista dei migliori dieci film dell'anno.